# Bisbat de Sant Flor

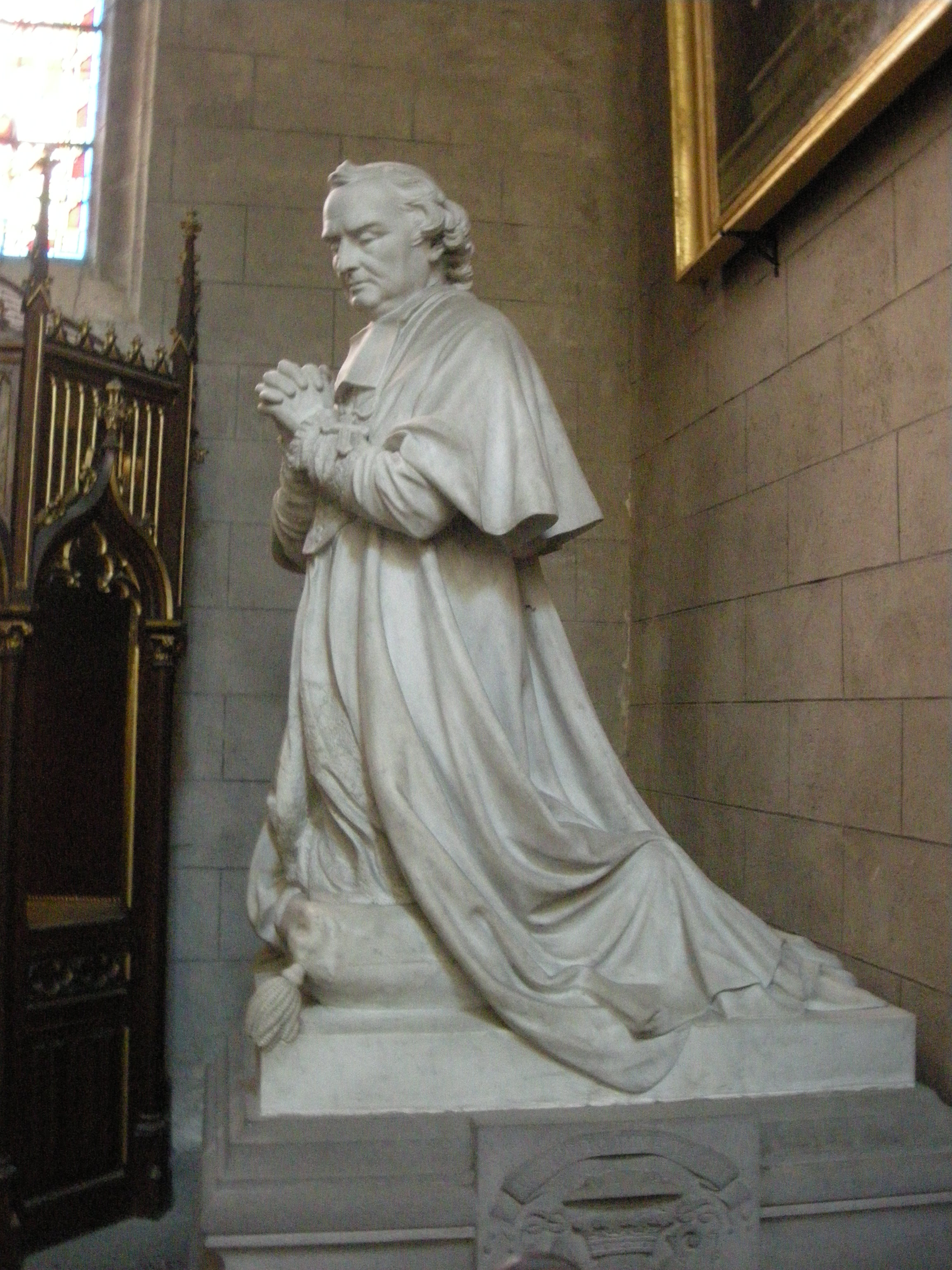
Estàtua del bisbe Pierre-Antoine-Marie Lamouroux de Pompignac a la catedral de Sant Flor.

El bisbat de Sant Flor (francès: Diocèse de Saint-Flour, llatí: Dioecesis Sancti Flori) és una seu de l'Església Catòlica a França, sufragània de l'arquebisbat de Clermont. Al 2014 tenia 141.700 batejats sobre una població de 162.400 habitants. Actualment està regida pel bisbe Bruno Grua.

## Territori
La diòcesi comprèn el departament francès de Cantal.
La seu episcopal és la ciutat de Saint-Flour, on es troba la catedral de Sants Pere i Flor
El territori s'estén sobre 5.726 km², i està dividit en 32 parròquies, agrupades en 4 zones pastorals: Aurillac, Châtaigneraie, Saint-Flour i Mauriac.

## Història
El priorat de sant Odiló va ser fundat a principis del segle xi i sotmès a la jurisdicció de l'abadia de Cluny. L'Església prioral va ser consagrada pel papa Urbà II el 1095.
La Diòcesi de Sant Flor va ser establerta el 9 de juliol de 1317 amb la Salvator noster del Papa Joan XXII, amb territori desmembrat de la diòcesi de Clermont. L'església del priorat va ser elevada a catedral i va ser nomenat bisbe Raymond de Mimèges, últim abat de Odiló. Originalment era sufragània de l'arxidiòcesi de Bourges. La nova diòcesi incloïa els arxiprestats de Sant-Flour, Aurillac, Langeac, Brioude i Blesle, amb 290 parròquies, 6 abadies i 68 priorats.
Entre els monestirs, el més important va ser l'abadia de Sant Giraud d'Aurillac, que era un centre cultural i intel·lectual de la primera planta durant l'edat mitjana; va ser destruïda pels calvinistes durant les guerres de religió al segle xvi.
En 1368, Pierre de Rensin va ser el primer bisbe que no va ser elegit del capítol de la catedral.
El 7 de desembre de 1466 va ser consagrada la catedral actual, en lloc de l'església prioral que s 'havia ensorrat el 1396.
El 1653 el bisbe Jacques de Montrouge va establir el seminari diocesà; va ser reconstruït en forma monumental al segle xviii i inaugurat el 1762; a causa de la dràstica reducció del nombre de seminaristes, es va tancar el 1959.
Després del concordat, amb la butlla Qui Christi Domini del Papa Pius VII el 29 de novembre de 1801 la diòcesi es fa coincidir amb el departament de Cantal, la incorporació d'una part del territori de la diòcesi de Rodés que va ser suprimit, i la regió que pertanyia a Mauriac Diòcesi de Clermont.
A la veïna diòcesi de Rodés, al començament del segle xix, un grup de sacerdots i fidels, amb el suport del bisbe a l'exili Charles Colbert de Seigneley, es van oposar al règim de concordat i es negaren a sotmetre's al nou bisbe Charles de Ramond-Lalande, van donar lloc a un cisma i una església coneguda com la Petite Eglise. El cisma també va contaminar algunes parròquies del Cantal, on va sobreviure fins a principis del segle xx; el 1911, l'última família refractària es sotmeté a l'autoritat de Roma.
El 8 de desembre de 2002, amb la reorganització de les circumscripcions diocesanes franceses, va passar a formar part de la província eclesiàstica de l'arxidiòcesi de Clermont.

## Cronologia episcopal
- Raymond de Mimèges de Vehens, O.S.B. † (31 de juliol de 1317 - 16 d'abril de 1319 nomenat bisbe de Saint-Papoul)
- Henri de Fautrière, O.S.B.Clun. † (19 d'abril de 1319 - 29 de gener de 1320 mort)
- Archambaud, O.S.B. † (6 de febrer de 1320 - 1347 renuncià)
- Dieudonné de Canillac, O.S.B. † (25 de juliol de 1347 - 2 d'agost de 1361 nomenat bisbe de Maguelonne)
- Pierre d'Estaing, O.S.B. † (19 de novembre de 1361 - 2 d'abril de 1368 nomenat arquebisbe de Bourges)
- Pierre de Rensin † (2 d'abril de 1368 - 1374 mort)
- Poncet de Rochefort † (14 de juliol de 1374 - gener de 1383 mort)
- Pierre de Vissac † (13 de març de 1383 - 12 de juliol de 1395 nomenat bisbe de Lavaur)
- Hugues de Manhac (Magnac), O.S.B. † (12 de juliol de 1395 - 16 de gener de 1404 nomenat bisbe de Llemotges)
- Géraud du Puy † (17 de desembre de 1404 - 4 de gener de 1413 nomenat bisbe de Mende)
- Bertrand de Cadoène, O.S.B. † (15 de febrer de 1413 - 28 de gener de 1426 nomenat bisbe d'Usés)
- Jacques Le Loup de Beauvoir, O.S.B. † (19 d'agost de 1426 - 3 de setembre de 1451 mort)
- Pierre de Léotoing-Mongton † (7 de juliol de 1452 - 1461 renuncià)
- Antoine de Léotoing-Mongton, O.S.B. † (30 de març de 1461 - 4 de desembre de 1482 mort)
  - Claude de Doyat † (16 de desembre de 1482 - 1483 renuncià) (bisbe electe)
- Charles de Joyeuse † (10 de setembre de 1483 - 1500 renuncià)
- Louis de Joyeuse † (29 de gener de 1500 - 1540 mort)
- Balthazar-Hercule de Jarente † (11 de maig de 1543 - 9 de gener de 1548 nomenat arquebisbe d'Embrun)
- Antoine de Lévis-Chateaumorand † (9 de gener de 1548 - 1566 mort)
- Jean Paul de Selve † (23 de maig de 1567 - 1569 mort)
  - Sede vacante (1569-1573)
- Pierre Prosper de La Baume † (9 de febrer de 1573 - 1595 mort)
  - Sede vacante (1595-1599)
- Raymond de Rouchon † (10 de març de 1599 - abans de l'11 de setembre de 1602 mort)
  - Sede vacante (1602-1609)
- Charles de Noailles † (28 de setembre de 1609 - 8 d'abril de 1647 nomenat bisbe de Rodés)
- Jacques de Montrouge † (8 d'abril de 1647 - 20 d'abril de 1664 mort)
- Jérôme de La Mothe-Houdancourt † (23 de juny de 1664 - 29 de maig de 1693 mort)
- Joachim-Joseph d'Estaing de Saillans † (9 de novembre de 1693 - 13 d'abril de 1742 mort)
- Paul de Ribeyre † (9 de juliol de 1742 - 10 de juny de 1776 mort)
- Marie-Anne-Hippolyte Hay de Bonteville † (16 de setembre de 1776 - 13 de desembre de 1779 nomenat bisbe de Grenoble)
- Claude-Marie Ruffo de Laric † (13 de desembre de 1779 - 1801 renuncià)
- Jean-Eléonor Montanier de Belmont † (10 de juliol de 1802 - 1 de maig de 1808 mort)
  - Sede vacante (1808-1819)
- Jean-Francis de Mallian † (23 d'agost de 1819 - 28 d'octubre de 1819 mort)
- Paul-Thérèse-David d'Astros † (21 de febrer de 1820 - 29 de maig de 1820 nomenat bisbe de Baiona)
- Louis-Siffrein-Joseph de Salamon † (29 de maig de 1820 - 11 de juny de 1829 mort)
- François-Marie-Edouard de Gualy † (28 de setembre de 1829 - 30 de setembre de 1833 nomenat arquebisbe d'Albi)
- Jean-Pierre-Marie Cadalen † (30 de setembre de 1833 - 17 d'abril de 1836 mort)
- Frédéric-Gabriel-Marie-François de Marguerye † (2 d'octubre de 1837 - 15 de març de 1852 nomenat bisbe d'Autun)
- Jean-Paul-François-Marie-Félix Lyonnet † (15 de març de 1852 - 6 d'agost de 1857 nomenat bisbe de Valença)
- Pierre-Antoine-Marie Lamouroux de Pompignac † (6 d'agost de 1857 - 23 de maig de 1877 mort)
- François-Antoine-Marie-Ambroise-Benjamin Baduel † (21 de setembre de 1877 - 16 de maig de 1891 mort)
- Jean-Marie-François Lamouroux † (11 de juliol de 1892 - 12 de juliol de 1906 mort)
- Paul-Augustin Lecoeur † (13 de juliol de 1906 - 18 de març de 1942 mort)
- Henri-Marie-Joseph Pinson † (12 de gener de 1943 - 18 d'abril de 1951 mort)
- Gabriel Auguste François Marty † (6 de febrer de 1952 - 14 de desembre de 1959 nomenat arquebisbe titular d'Emesa i coadjutor de Reims)
- Maurice-Jean-Fernand-Alexis Pourchet † (28 de març de 1960 - 6 de maig de 1982 jubilat)
- Jean Cuminal † (6 de maig de 1982 - 25 de juliol de 1990 nomenat bisbe de Blois)
- René Pierre Louis Joseph Séjourné † (13 de setembre de 1990 - 16 de gener de 2006 jubilat)
- Bruno Grua, des del 31 de març de 2006

## Estadístiques
A finals del 2014, la diòcesi tenia 141.700 batejats sobre una població de 162.400 persones, equivalent al 87,3% del total.
| any  | població | població | població | sacerdots | sacerdots       | sacerdots       | sacerdots             | diaques | religiosos | religiosos | parròquies |
| ---- | -------- | -------- | -------- | --------- | --------------- | --------------- | --------------------- | ------- | ---------- | ---------- | ---------- |
| any  | batejats | total    | %        | total     | clergat secular | clergat regular | batejats por sacerdot | diaques | homes      | dones      |            |
| 1949 | 190.888  | 190.888  | 100,0    | 392       | 332             | 60              | 486                   |         | 60         | 580        | 317        |
| 1970 | 167.000  | 168.814  | 98,9     | 264       | 261             | 3               | 632                   |         | 10         | 495        | 258        |
| 1980 | 166.000  | 168.000  | 98,8     | 211       | 207             | 4               | 786                   |         | 9          | 319        | 302        |
| 1990 | 160.000  | 172.000  | 93,0     | 177       | 164             | 13              | 903                   | 2       | 15         | 265        | 302        |
| 1999 | 149.000  | 158.722  | 93,9     | 152       | 145             | 7               | 980                   | 4       | 7          | 190        | 302        |
| 2000 | 145.000  | 150.563  | 96,3     | 148       | 141             | 7               | 979                   | 4       | 9          | 168        | 302        |
| 2001 | 145.000  | 150.563  | 96,3     | 136       | 129             | 7               | 1.066                 | 4       | 10         | 179        | 302        |
| 2002 | 145.000  | 150.563  | 96,3     | 90        | 83              | 7               | 1.611                 | 3       | 10         | 164        | 321        |
| 2003 | 145.000  | 150.563  | 96,3     | 119       | 114             | 5               | 1.218                 | 4       | 7          | 164        | 321        |
| 2004 | 145.000  | 150.778  | 96,2     | 130       | 120             | 10              | 1.115                 | 5       | 14         | 165        | 263        |
| 2010 | 137.300  | 157.000  | 87,5     | 85        | 77              | 8               | 1.615                 | 8       | 14         | 137        | 161        |
| 2014 | 141.700  | 162.400  | 87,3     | 74        | 68              | 6               | 1.914                 | 10      | 7          | 118        | 32         |